# Bozepinib
Bozepinib es una sustancia química que se encuentra en fase de investigación para emplearlo en el tratamiento del cáncer. Se han realizado estudios preliminares en ratones con resultados esperanzadores. Está siendo desarrollado por científicos españoles de la Universidad de Granada.

## Fórmula química
Es un derivado de la purina con la fórmula: [(RS)-2,6-dichloro-9-[1-(p-nitrobenzenesulfonyl)-1,2,3,5-tetrahydro-4,1-benzoxazepin-3-yl]-9H-purine].

## Estudios
Se han realizado estudios en ratones inmunodeprimidos a los que se había provocado en el laboratorio distintos tipos de cáncer: cáncer de mama, cáncer de colon y melanoma. No ha sido utilizado en humanos. Una de las ventajas de este fármaco es su baja toxicidad, ya que no tiene efectos adversos frente a las células sanas, si bien hasta que no se realicen estudios en humanos no es posible descartar este extremo.

## Mecanismo de acción
Actúa sobre la ruta de señalización HER2. Induce la expresión de la proteína gli-3, consiguiendo una actividad final inhibitoria sobre las células madre cancerígenas y disminuyendo los niveles del oncogén c-myc.